# Distretto di Môst
Il distretto di Môst è uno dei diciassette distretti (sum) in cui è suddivisa la provincia di Hovd, in Mongolia. Conta una popolazione di 2.939 abitanti (censimento 2010). 